# Consiglio dei ministri (Moldavia)
Il Consiglio dei ministri della Repubblica di Moldavia (in romeno: Cabinetul Republicii Moldova) è un organo collegiale posto al vertice del potere esecutivo in Moldavia. Le sue funzioni sono definite dalla Costituzione.
Esso è presieduto dal Primo ministro ed è composto dai ministri, dai quattro vice primi ministri e dal governatore della Gagauzia come membro ex-officio.

## Storia
Il governo nacque con la dichiarazione d'indipendenza della Repubblica Socialista Sovietica Moldava dall'Unione Sovietica e la successiva istituzione della Repubblica di Moldavia nel 1991. L'ultimo Primo ministro sovietico, Mircea Druc, si dimise nel maggio di quell'anno e l'incarico fu assegnato a Valeriu Muravschi. L'anno successivo il Presidente della Repubblica Mircea Snegur, in seguito ad un accordo con il Presidente russo Boris El'cin, nominò Andrei Sangheli come successore, che mantenne la carica di primo ministro fino al 1997.
Le prime elezioni parlamentari si tennero il 27 febbraio 1994.